# Сент-Мартін (кратер)
51°47′00″ пн. ш. 98°32′00″ зх. д. / 51.7833° пн. ш. 98.5333° зх. д.
Сент-Мартін — метеоритний кратер у провінції Манітоба, Канада. Має 40 км в діаметрі, а його вік оцінюється в 220 ± 32 млн років (тріас). На поверхні кратер не видно.

## Гіпотетична множинна ударна подія
1998 року геофізик Девід Роулі з Чиказького університету, Джон Спрей з Університету Нью-Брансвіка і Саймон Келлі з Відкритого університету (Велика Британія) запропонували гіпотезу, що кратер Сент-Мартін утворився при гіпотетичій множинній ударній події, яка також утворила кратер Манікуаган у Квебеку, кратер Рошшуар у Франції, Оболонський кратер в Україні і кратер Ред-Вінґ (Red Wing — «Червоне крило») у Північній Дакоті. Всі ці кратери вже були відомі і досліджувалися, але тільки Роулі зі співавторами помітив, що вони (при тодішньому розташуванні континентів) утворюють ланцюжок.